# Годунко Наталія Олександрівна
Годункó Ната́лія Олекса́ндрівна (нар. 5 грудня 1984, Київ) — українська гімнастка, Заслужений майстер спорту України з художньої гімнастики.

## Життєпис
Наталія Годунко народилася 5 грудня 1984 р. у Києві. Почала займатися художньою гімнастикою із 7 років. Закінчила Національний університет фізичного виховання і спорту України. Тренувалася під керівництвом Ірини та Альбіни Дерюгіної (Школа художньої гімнастики Альбіни та Ірини Дерюгіних).
Брала участь в Олімпійських іграх 2004 та 2008 рр. На Олімпійських іграх у Афінах 2004 року після кваліфікації посідала 4 місце із сумою балів 102.750, але у фіналі зайняла 5 місце із сумою балів 103.800 (обруч 25.500, м'яч 25.800, булави 26.375, стрічка 26.125). На Олімпійських іграх у Пекіні 2008 року стала сьомою.
Після сезону 2008 Годунко вирішила закінчити спортивну кар'єру, однак 2010 року гімнастка повернулась у великий спорт і взяла участь у 30 Чемпіонаті Світу в Москві. Кваліфікацію Годунко пройшла з 15-м результатом, що дозволило збірній команді України посісти 4 місце. У фіналі гімнастка посіла 18 місце.
2010 року Наталія Годунко взяла участь у телевізійному шоу «БУМ» (Битва Українських міст) на телеканалі «Інтер» у складі команди міста Сімферополь.
11 травня 2013 року в Барнаулі відкрилася спортивна школа з художньої гімнастики Ірини Чащиної. У церемонії відкриття школи взяли участь Заслужений тренер Росії Віра Штельбаумс і всесвітньо відомі гімнастки Наталія Годунко (Україна), Ольга Капранова (Росія), Любов Черкашина (Білорусь).

## Спортивні досягнення
2001 — Чемпіонат Європи, 2-місце — булави. 

2001 — Чемпіонат світу, Мадрид (Іспанія), 1-е місце — команда. 

2002 — Чемпіонат світу, Новий Орлеан (США), 1-е місце — стрічка. 

2002 — Чемпіонат Європи, Гренада (Іспанія), 2-місце — командна. 

2003 — Чемпіонат світу, Будапешт (Угорщина), 2-місце — команда. 

2004 — Чемпіонат Європи, Київ (Україна), 2-місце — команда. 

2005 — Чемпіонат Європи, Москва (Росія), 1-місце — стрічка; 2-місце — команда. 

2005 — Чемпіонат світу, Баку (Азербайджан), 3-е місце — стрічка, 2-місце — команда. 

2006 — Кубок Дерюгіної, Київ (Україна), 1-місце — багатоборство, 1-місце — стрічка, скакалка. 

2006 — Гран—Прі, Мінськ (Білорусь), 2-місце — булави. 

2006 — Кубок світу, Портімау (Португалія) — 1-місце у багатоборстві. 

2006 — Гран-Прі, Холон (Ізраїль), 3-місце — скакалка. 

2008 — Гран-Прі, Марбелі (Іспанія), 3-місце — скакалка.

## Благодійність
На початку серпня 2014 року Наталія Годунко виставила на продаж на одному з інтернет-аукціонів свою золоту медаль за перемогу в командній першості чемпіонату світу 2001 року з художньої гімнастики в Мадриді. Як повідомив її друг, співак Олександр Положинський, це було зроблено з метою збору коштів для української армії. Торги за нагороду закінчилися на ціні 100 100 грн. Виручені кошти гімнастка розподілила між волонтерськими організаціями «Крила Фенікса», «Армія SOS» та «Saving Lives in Ukraine». 16 серпня медаль повернулася до власниці — її викупив нардеп Володимир Полочанінов та повернув чемпіонці.